# VW Nils
Der VW Nils ist ein elektrisch angetriebenes Forschungsfahrzeug, das 2011 als Kleinstwagen für Pendler und die Minimalmobilität im städtischen Raum ausgelegt und als Prototyp realisiert wurde. Gefördert wurde das Projekt durch das Bundesministerium für Verkehr, Bau und Stadtentwicklung.
Das Fahrzeug ist als Einsitzer mit freistehenden Rädern und Flügeltüren ausgelegt. Es bietet zusätzlich Platz für kleinere Gepäckstücke und Einkäufe. Wie bei anderen Volkswagenmodellen wird die Kofferraumhaube mit dem VW-Zeichen entriegelt; der Bereich oberhalb der Rückleuchten kann hochgeklappt werden. Der Kofferraum bietet Platz für z. B. eine Getränkekiste und eine Tasche.
Die Reichweite beträgt ca. 65 km, die Höchstgeschwindigkeit liegt bei 130 km/h. Angetrieben wird der VW Nils von einem 15 kW starken Elektromotor, der sich zusammen mit einer Lithium-Ionen-Batterie hinter dem Fahrer befindet. Der Elektromotor wiegt 19 kg und gibt 130 Newtonmeter Drehmoment auf die Hinterachse. Die Batterie hat eine Kapazität von 5,3 kWh und kann an einer 230-Volt-Steckdose in etwa zwei Stunden komplett geladen werden.
Die Karosserie besteht aus Aluminium und bildet durch einen Alu-Space-Frame eine wirksame Sicherheitszelle. Die Grundstruktur wird aus Aluminium-Strangpressteilen, Aluminium-Guss und Aluminium-Blech hergestellt. Dachrahmen, Flügeltüraufhängung, der Überrollbügel hinter dem Fahrer, Kofferraumbereich und die vordere Spritzwand entstehen aus hochfestem Aluminium-Blech. Im Bereich der Seitenschweller, der Querprofile sowie der crashoptimierten Längsprofile (Vorder- und Hinterwagen) kommen Aluminium-Strangpressteile zum Einsatz.
Zudem ist das Fahrzeug mit dem elektronischen Stabilisierungsprogramm ESP, einer City-Notbremsfunktion, einer radarbasierten automatischen Distanzregelung mit programmierbarem Abstandswarner, Scheibenbremsen sowie einem farbigen TFT-Display als Kombiinstrument ausgestattet. Für weitere Sicherheit sorgen Airbags im Lenkrad und den Türverkleidungen. Ein mobiles Gerät mit Touchscreen als Portable Infotainment Device (PID) zur Steuerung der Funktionen Navigation, Radio, Medienwiedergabe, Telefon, Bordrechner sowie eine komplett elektronisch geregelte Heiz- und Lüftungssteuerung sind ebenfalls vorhanden.

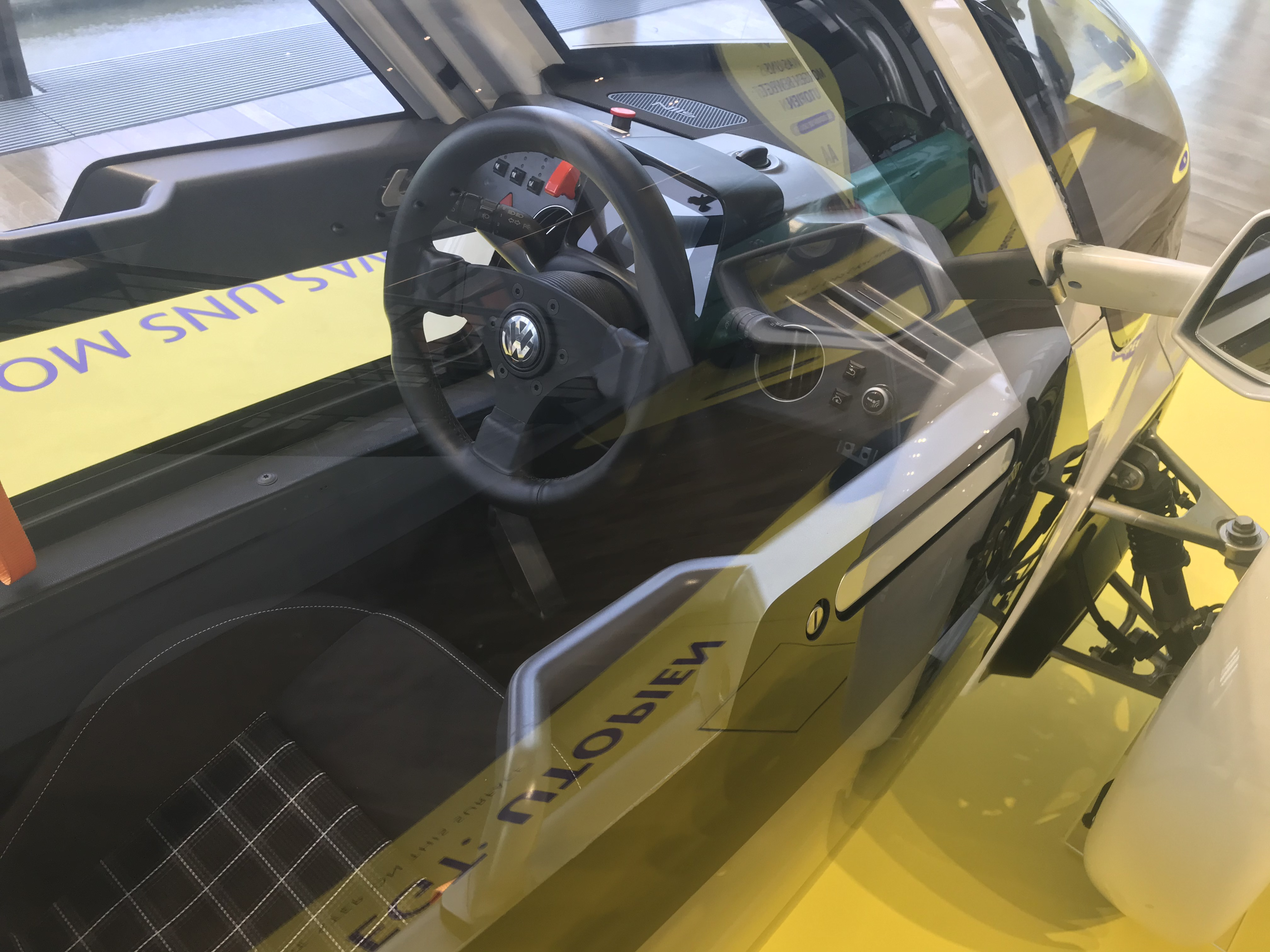
Interieur des VW Nils.
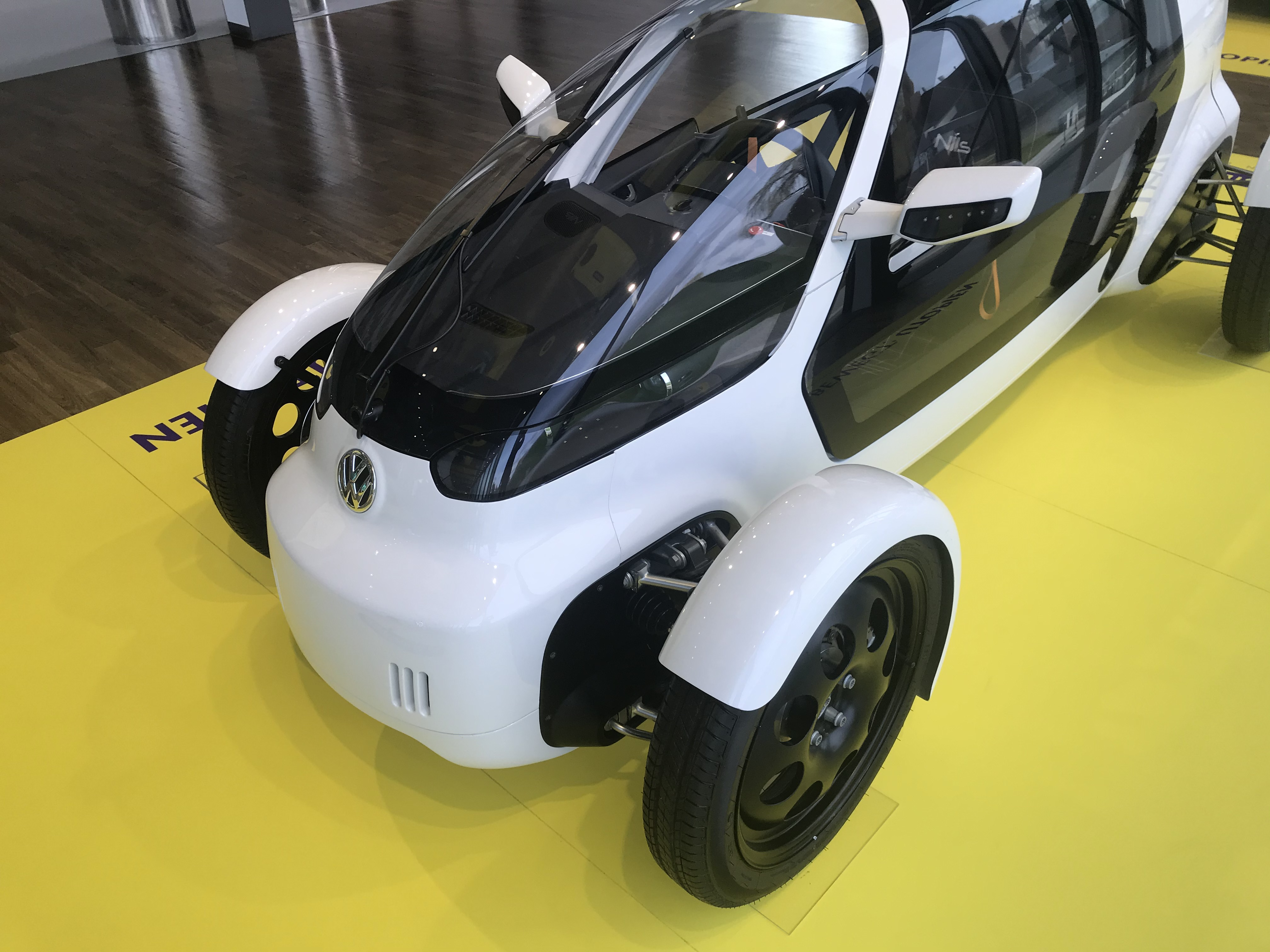
Exterieur des VW Nils.
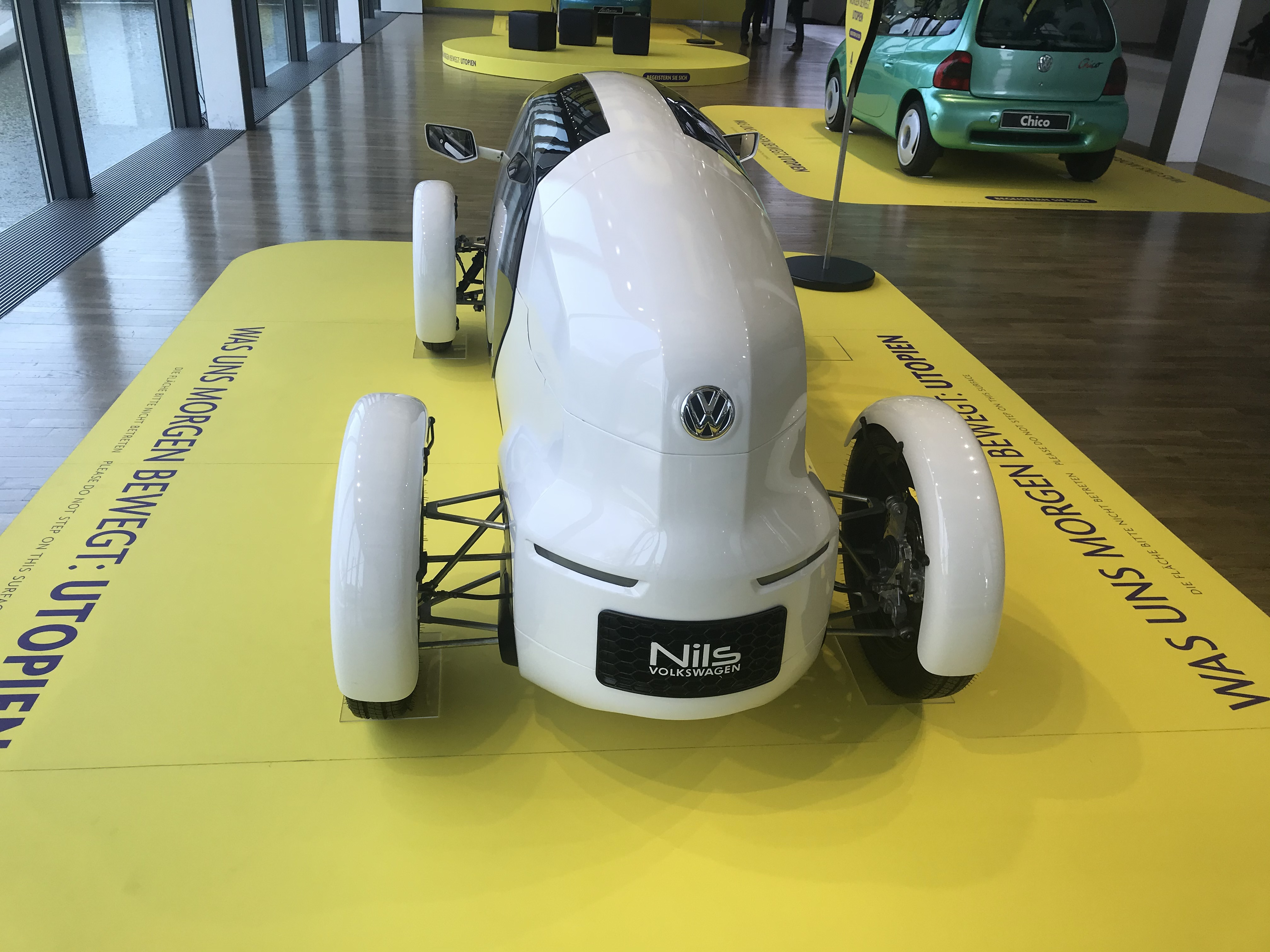
Außenansicht von hinten.

## Vergleichbare Modelle
Ein ähnliches Konzept, jedoch mit zwei Sitzen hintereinander, wurde im Renault Twizy zeitgleich vorgestellt, jedoch anschließend auch in Serie produziert. Der Twizy greift auf das Grundkonzept des Messerschmitt-Kabinenrollers zurück, allerdings mit festem Dach und seitlichen Türen anstatt „Badewanne mit Klappdach“. Der VW Nils entspricht eher dem Vorgängermodell Fend Flitzer, obwohl dieser ebenfalls ein Dreirad war.
Weitere Elektro-Kleinstwagen-Konzepte von ca. 2011 waren Opel RAK e, Audi Urban Concept und später Toyota Coms.